# Szegedi Megismeréstudományi és Neuropszichológia Program
A Szegedi Megismeréstudományi és Neuropszichológia Program (más néven Szegedi Kognitív Program) célja a szegedi pszichológus hallgatók szakirányú képzésén túl a kognitív tudomány és a neuropszichológia elméleteinek és alkalmazott területeinek bemutatása más szakok és egyetemek diákjai, fiatal kutatói számára. Szintén a célok között szerepel a magyarországi kognitív tudományhoz kapcsolódó műhelyek, illetve kísérleti pszichológiai és neuropszichológiai kutatócsoportok közötti kapcsolatok megteremtése és közös kutatások kezdeményezése.
Pléh Csaba szervezte meg és indította el a Szegedi Tudományegyetem Pszichológia Intézetében 1999-ben. Törekvésük, hogy a programban résztvevők elsajátítsák a kognitív tudomány interdiszciplináris szemléletét és módszereit, a neuropszichológiai diagnosztika alapjait. A csoport tagjai 2011-2012-ben elhagyták a Szegedi Tudományegyetemet. A csoport ekkor feloszlott.

## Források

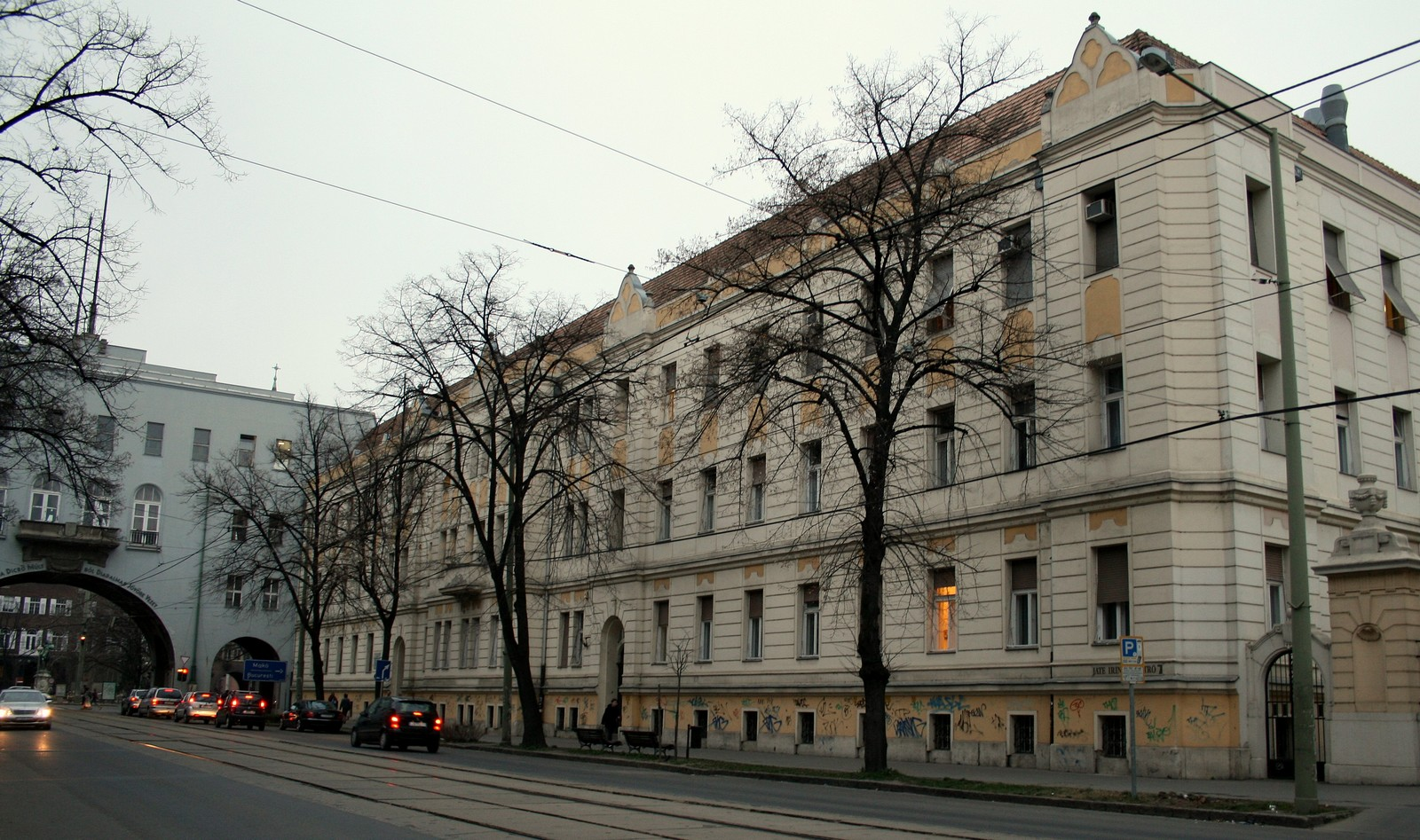
A Szegedi Tudományegyetem Irinyi épülete, 1999-2008-ig a Megismeréstudományi Csoport székhelye

## Megismeréstudományi csoport (2011-ig)
- WINKLER, István
- SZOKOLSZKY, Ágnes
- RACSMÁNY, Mihály
- KRAJCSI, Attila
- NÉMETH, Dezső
- TISLJÁR, Roland
- CSIFCSÁK, Gábor
- JANACSEK, Karolina